# Zhou Qifeng
Zhou Qifeng (chino: 周其凤, chino tradicional: 周其鳳, pinyin: Zhōu Qífèng; 1947), es un químico chino, miembro de la Academia China de las Ciencias, Rector de la Universidad de Pekín.

## Biografía
Zhou Qifeng nació en octubre de 1947. Hizo sus estudios de Química en la Universidad de Pekín entre 1965 y 1970, incorporándose immediatamente como Profesor luego de su graduación en 1970. Realizó estudios de posgrado en la Universidad de Massachusetts Amherst desde 1980 hasta 1983, regresando la Universidad de Pekín luego de recibir su PhD.
Fue nombrado miembro de la Academia China de las Ciencias in 1999.
Sucedió a Xu Zhihong como Rector de la Universidad de Pekín el 4 de noviembre del 2008.